# جانلوکا بازیله
جانلوکا بازیله (ایتالیایی: Gianluca Basile؛ زادهٔ ۲۴ ژانویهٔ ۱۹۷۵) بازیکن بسکتبال اهل ایتالیا بود.
از باشگاه‌هایی که در آن بازی کرده‌است می‌توان به المپیا میلان و باشگاه بسکتبال بارسلونا اشاره کرد.
وی در مسابقات کشوری و بین‌المللی در مجموع برندهٔ ۱ مدال طلا، ۲ مدال نقره، ۱ مدال برنز شده‌است.